# Srikaton (Tanjung Bintang)
Srikaton is een bestuurslaag in het regentschap Lampung Selatan van de provincie Lampung, Indonesië. Srikaton telt 2412 inwoners (volkstelling 2010).